# Società Ginnastica Andrea Doria - Sezione Calcio 1924-1925
Questa pagina raccoglie i dati riguardanti la Società Ginnastica Andrea Doria nelle competizioni ufficiali della stagione 1924-1925.

## Stagione
Nella stagione 1924-1925 l'Andrea Doria disputa il girone B del campionato di Lega Nord di Prima Divisione, che è la massima categoria del calcio italiano, allenato dal tecnico danubiano Imre Payer raccoglie 21 punti, alla pari del Milan, chiudendo il campionato in ottava posizione. Il torneo è stato vinto dal Bologna, che poi nelle finali ad agosto vincerà il suo primo scudetto tricolore. Il doriano Bartolomeo Poggi firma 10 reti in campionato. Retrocedono in Seconda Divisione il Derthona e la Spal, che perde (3-1) lo spareggio salvezza contro il Mantova.

## Rosa
| N. |                   | Ruolo | Calciatore                 |
| -- | ----------------- | ----- | -------------------------- |
|    | Italia (bandiera) | C     | Giovanni Battista Bagnasco |
|    | Italia (bandiera) | C     | Luigi Benvenuto            |
|    | Italia (bandiera) | A     | Luigi Borfico              |
|    | Italia (bandiera) | C     | Lodovico Burlando          |
|    | Italia (bandiera) | D     | Enrico Calzolari           |
|    | Italia (bandiera) | C     | Giacomo Campidonico        |
|    | Italia (bandiera) | D     | Enrico Capris              |
|    | Italia (bandiera) | C     | Adolfo Cornazzani          |
|    | Italia (bandiera) | C     | Cesare Cusano              |
|    | Italia (bandiera) | A     | Renato Fava                |

| N. |                    | Ruolo | Calciatore          |
| -- | ------------------ | ----- | ------------------- |
|    | Italia (bandiera)  | C     | Filippini           |
|    | Italia (bandiera)  | A     | Achille Gavoglio    |
|    | Italia (bandiera)  | C     | Gaetano Montaldo    |
|    | Italia (bandiera)  | D     | Santino Passano     |
|    | Italia (bandiera)  | A     | Bartolomeo Poggi    |
|    | Italia (bandiera)  | P     | Mario Seghesio      |
|    | Italia (bandiera)  | A     | Mario Torriani      |
|    | Italia (bandiera)  | D     | Viviani I           |
|    | Italia (bandiera)  | C     | Maurizio Viviani II |
|    | Austria (bandiera) | A     | Willy Wagner        |

## Risultati

### Prima Divisione

#### Girone B

##### Girone di andata
| Arbitro: | Alfieri (Bologna) |

|                           |           |  |
| Soldati 52’ Ostromann 72’ | Marcatori |  |

| Arbitro: | A. Gama (Milano) |

|  |           |              |
|  | Marcatori | 32’ Schiavio |

| Arbitro: | Muttoni (Treviglio) |

|                                                    |           |                  |
| Vecchina 2’, 10’, 48’, 60’ Weisz 51’ A. Busini 65’ | Marcatori | 85’ (rig.) Poggi |

| Arbitro: | Guarnieri (Milano) |

|              |           |  |
| Torriani 90’ | Marcatori |  |

| Arbitro: | Guarnieri (Milano) |

|  |           |                                 |
|  | Marcatori | 37’, 54’ Fava 75’ (rig.) Capris |

| Arbitro: | Livraghi (Milano) |

|                |           |             |
| Cornazzani 27’ | Marcatori | 36’ Borello |

| Arbitro: | Enrietti (Torino) |

|           |           |  |
| Poggi 42’ | Marcatori |  |

| Arbitro: | Grossi (Milano) |

|            |           |  |
| Reynaud 3’ | Marcatori |  |

| Arbitro: | Montessoro (Torino) |

|                                     |           |                 |
| Cusano 14’ Viviani II 35’ Poggi 46’ | Marcatori | 75’ Agostinelli |

| Arbitro: | Bistoletti (Milano) |

|              |           |  |
| Munerati 22’ | Marcatori |  |

| Genova 4 gennaio 1925 12ª giornata | Andrea Doria     | 0 – 0 | Alessandria | Campo sportivo della Cajenna\| Arbitro: \| Barnabò (Milano) \| |
| Arbitro:                           | Barnabò (Milano) |       |             |                                                                |

| Arbitro: | Mauro (Milano) |

|              |           |  |
| Mura 3’, 20’ | Marcatori |  |

##### Girone di ritorno
| Arbitro: | Ricci (Modena) |

|                                        |           |                      |
| Poggi 9’ Borfico 28’ Capris 83’ (rig.) | Marcatori | 50’, 67’ C. Cevenini |

| Arbitro: | Grossi (Milano) |

|                                                  |           |  |
| Schiavio 13’, 48’, 74’ Della Valle 16’ Perin 66’ | Marcatori |  |

| Arbitro: | Ferro (Milano) |

|                                             |           |  |
| Cusano 1’ Borfico 7’ Bagnasco 58’ Poggi 63’ | Marcatori |  |

| Arbitro: | Enrietti (Torino) |

|                                 |           |  |
| G. Innocenti 17’ A. Bandini 61’ | Marcatori |  |

| Arbitro: | Ferro (Milano) |

|                                |           |              |
| Poggi 16’, 30’, 53’ Cusano 72’ | Marcatori | 69’ Bellolio |

| Arbitro: | Girelli (Mantova) |

|                    |           |  |
| Ardissone 68’, 88’ | Marcatori |  |

| Arbitro: | G. Crivelli (Milano) |

|                   |           |  |
| I. Preti 32’, 43’ | Marcatori |  |

| Arbitro: | Sessa (Milano) |

|                        |           |  |
| Poggi 48’ Bagnasco 76’ | Marcatori |  |

| Arbitro: | Guarnieri (Milano) |

|                 |           |  |
| A. Prosperi 42’ | Marcatori |  |

| Genova 26 aprile 1925 24ª giornata | Andrea Doria     | 0 – 0 | Juventus | Campo sportivo della Cajenna\| Arbitro: \| Mancini (Milano) \| |
| Arbitro:                           | Mancini (Milano) |       |          |                                                                |

| Arbitro: | Sessa (Milano) |

|                             |           |                |
| Cattaneo 17’ Baloncieri 75’ | Marcatori | 14’ M. Viviani |

| Arbitro: | Gera (Torino) |

|                          |           |            |
| Poggi 59’ Cornazzani 79’ | Marcatori | 2’ Repetto |

## Statistiche

### Statistiche di squadra
| Competizione    | Punti | In casa | In casa | In casa | In casa | In casa | In casa | In trasferta | In trasferta | In trasferta | In trasferta | In trasferta | In trasferta | Totale | Totale | Totale | Totale | Totale | Totale | DR |
| Competizione    | Punti | G       | V       | N       | P       | Gf      | Gs      | G            | V            | N            | P            | Gf           | Gs           | G      | V      | N      | P      | Gf     | Gs     | DR |
| --------------- | ----- | ------- | ------- | ------- | ------- | ------- | ------- | ------------ | ------------ | ------------ | ------------ | ------------ | ------------ | ------ | ------ | ------ | ------ | ------ | ------ | -- |
| Prima Divisione | 21    | 12      | 8       | 3       | 1       | 21      | 7       | 12           | 1            | 0            | 11           | 5            | 26           | 24     | 9      | 3      | 12     | 26     | 33     | -7 |

### Statistiche dei giocatori
| Giocatore       | Prima Divisione | Prima Divisione |
| Giocatore       | Presenze        | Reti            |
| --------------- | --------------- | --------------- |
| G. Bagnasco     | 13              | 2               |
| Benvenuto       | 2               | 0               |
| L. Borfico      | 24              | 2               |
| L. Burlando     | 3               | 0               |
| E. Calzolari    | 24              | 0               |
| Campidonico     | 2               | 0               |
| E. Capris       | 24              | 2               |
| A. Cornazzani   | 23              | 2               |
| C. Cusano       | 20              | 3               |
| R. Fava         | 14              | 2               |
| Filippini       | 2               | 0               |
| A. Gavoglio     | 4               | 0               |
| G. Montaldo     | 7               | 0               |
| S. Passano      | 12              | 0               |
| B. Poggi        | 24              | 10              |
| M. Seghesio     | 24              | -33             |
| M. Torriani     | 13              | 1               |
| Viviani (I)     | 12              | 0               |
| M. Viviani (II) | 15              | 2               |
| Wagner          | 2               | 0               |